# Каваљо Д'Агоња
Каваљо Д'Агоња (итал. Cavaglio D'Agogna) је насеље у Италији у округу Новара, региону Пијемонт.
Према процени из 2011. у насељу је живело 1275 становника. Насеље се налази на надморској висини од 245 м.

## Становништво
| 1936. | 1951. | 1961. | 1971. | 1981. | 1991. | 2001. | 2011. |
| ----- | ----- | ----- | ----- | ----- | ----- | ----- | ----- |
| 1.895 | 1.682 | 1.518 | 1.482 | 1.397 | 1.277 | 1.282 | 1.921 |